# CD1b
T-cell surface glycoprotein CD1b ist ein Oberflächenprotein.

## Eigenschaften
Es wird unter anderem in kortikalen Thymozyten und bei manchen T-Zell-Leukämien gebildet. CD1B ist im Zuge der adaptiven Immunantwort beteiligt an der Antigenpräsentation von Lipid- und Lipopeptid-Antigenen gegenüber den T-Zell-Rezeptoren. Es bindet neben Lipiden auch an Beta-2-Mikroglobulin. CD1a ist glykosyliert und besitzt Disulfidbrücken.